# Bomning
Det kaldes bomning. når en sejlbåd vender den anden side mod vinden, og  bommen går fra den ene side af båden til den anden.
"Vinden vendte pludseligt, og båden lavede en ufrivillig bomning"